# Gavin Hoover
Gavin Hoover nos Mundiais em pista 2020
Gavin Hoover, nascido em 12 de julho de 1997 a Manhattan Beach na Califórnia, é um ciclista estadounidense, membro da equipa Elevate-KHS.

## Biografia
Em 2014, Gavin Hoover é consagrado Campeão dos Estados Unidos em estrada juniores. Com a selecção nacional, distingue-se tomando o décimo lugar da Paris-Roubaix Juniores.

## Palmarés em estrada
- 2014
  -  Campeão dos Estados Unidos em estrada juniores

## Palmarés em pista

### Campeonatos mundiais
- Apeldoorn 2018
  - 13.º da perseguição por equipas[2]
- Pruszków 2019
  - 11.º da perseguição por equipa[3]
  - 14.º da perseguição individual

### Copa do mundo
- 2017-2018
  - 3.º da perseguição por equipas a Santiago de Chile
- 2019-2020
  - 3.º do omnium em Milton

### Campeonatos Pan-Americanos
- Aguascalientes 2018
  -  Medalha de ouro da perseguição por equipas (com Ashton Lambie, Colby Lange e Eric Young)
  -  Medalha de prata da perseguição individual
- Cochabamba 2019
  -  Medalha de bronze do omnium

### Jogos Pan-Americanos
- Lima 2019
  -  Medalha de ouro da perseguição por equipas (com Ashton Lambie, John Croom e Adrian Hegyvary)
  -  Medalha de prata da americana

### Campeonato dos Estados Unidos
- 2017
  -  Campeão dos Estados Unidos de perseguição por equipas (com Adrian Hegyvary, Daniel Holloway e Daniel Summerhill)
  - 3.º da perseguição
- 2018
  -  Campeão dos Estados Unidos de perseguição por equipas (com Adrian Hegyvary, Ashton Lambie e Shane Kline)
  - 3.º da perseguição
- 2019
  -  Campeão dos Estados Unidos de omnium